# Rasa de Padollers
La Rasa de Padollers és un torrent afluent per la dreta de la Rasa de la Font de Vilella.
Neix a uns 600 m. al nord-est de la masia de Padollers. De direcció predominant cap a les 5 del rellotge, dins la seva conca, a més de la ja citada masia de Padollers, s'hi aixequen les del Mas de Sant Pere, Cal Canut, Guillons i Socarrats al seu vessant dret i la de Comabella al vessant esquerre.

## Termes municipals que travessa
Des del seu naixement, la Rasa de Padollers passa successivament pels següents termes municipals.
|                                       | Longitud (en m.) | % del recorregut |
| ------------------------------------- | ---------------- | ---------------- |
| Per l'interior del municipi de Biosca | 653              | 10,95%           |
| Per l'interior del municipi de Torà   | 5.309            | 89,05%           |

## Xarxa hidrogràfica
La xarxa hidrogràfica de la Rasa de Padollers està constituïda per 12 cursos fluvials la longitud total dels quals suma 11.851 m.

### Distribució municipal
El conjunt d'aquesta xarxa hidrogràfica transcorre pels següents termes municipals: